# 圣若望保禄二世国家朝圣地
圣若望保禄二世国家朝圣地（Saint John Paul II National Shrine）原名“教宗若望保禄二世文化中心”，是一个罗马天主教国家朝圣地，位于美国华盛顿哥伦比亚特区东北区的布鲁克兰社区，由哥伦布骑士会建立。设有永久展览“爱的礼物：圣若望保禄二世生平”和有关北美洲天主教会历史的临时展览。 
130,000-平方英尺（12,000-平方）的建筑毗邻美国天主教大学和圣母无玷始胎国家朝圣地圣殿。